# جون أنتوني
جون أنتوني (بالإنجليزية: John Anthony)‏ هو ملحن ومنتج أسطوانات بريطاني، ولد في 3 ديسمبر 1944 في درم في المملكة المتحدة.

## وصلات خارجية
- جون أنتوني على موقع ميوزك برينز (الإنجليزية)
- جون أنتوني على موقع ديسكوغز (الإنجليزية)